# 永田一良
永田 一良（ながた いちろう、1938年 - ）は日本の実業家。
九州大学卒業後、1961年に日立製作所入社。後に日立製作所研究開発本部技術主管、1995年に日立製作所取締役電機システム事業本部長に就任。1997年には日立エンジニアリング代表取締役社長に就任し、2005年に退社。
CDP統括小委員会委員長、 日立理科クラブ副代表理事、日本技術士会理事を務めた。

## 著書
- （共著）『元気の出る中小企業経営』 茨城新聞社、2003年。ISBN 978-4872731828 [2][3]